# Coulée-des-Adolphe
Coulée-des-Adolphe est un territoire non organisé situé dans la municipalité régionale de comté de La Haute-Gaspésie, dans la région administrative de la Gaspésie–Îles-de-la-Madeleine, au Québec.

## Géographie
Il couvre une superficie de 87 km2 que la Petite rivière Cap-Chat traverse du sud au nord, la Petite rivière Cap-Chat Est conflue avec celle-ci au centre du territoire qui est délimitée à l'est par la rivière Cap-Chat.

## Histoire
Son nom a été officialisé le 13 mars 1986

## Démographie
| 2001 | 2006 | 2011 | 2016 | 2021 |
| ---- | ---- | ---- | ---- | ---- |
| 0    | 0    | 0    | 0    | 0    |